# 4-й Київський провулок (Житомир)
4-й Київський провулок — провулок в Корольовському районі міста Житомира.

## Характеристики
Провулок розташований в привокзальній частині міста. З'єднує 1-й та 2-й Київські провулки.
Провулок виник та забудувався у 1950-х — 1960-х роках індивідуальними житловими будинками садибного типу.